# Arachnodes rubrotinctus
Arachnodes rubrotinctus là một loài bọ cánh cứng trong họ Bọ hung (Scarabaeidae).